# Eurovisiesongfestival 2008

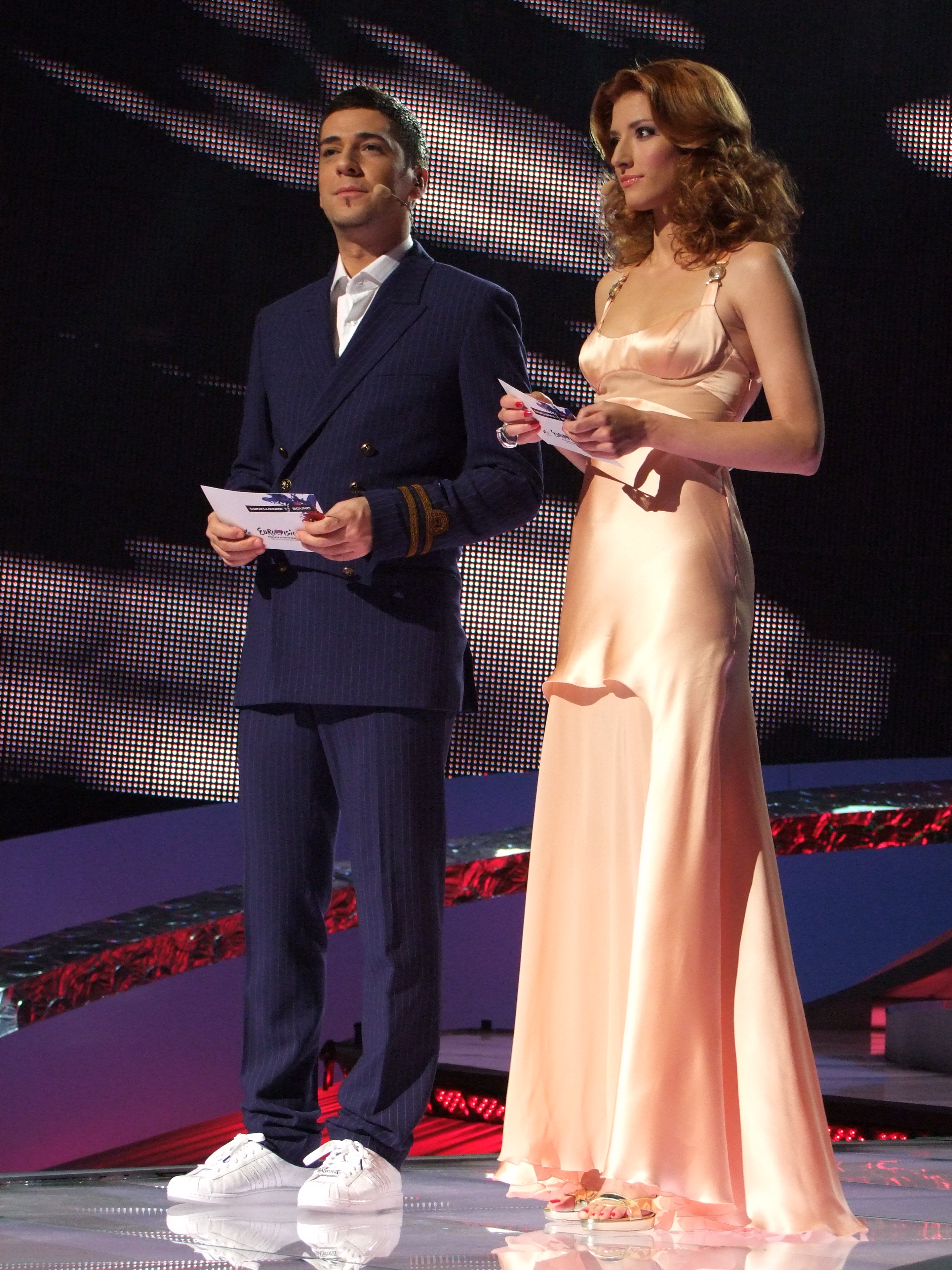
Presentatoren Željko Joksimović en Jovana Janković tijdens de eerste halve finale.

Het Eurovisiesongfestival van 2008 vond plaats in Belgrado, Servië en was de 53ste editie. Voor het eerst in de geschiedenis werden er twee halve finales gehouden: de eerste op 20 mei, de tweede op 22 mei. De finale ging door op 24 mei en werd gewonnen door Rusland.

## Twee halve finales
Op 28 september 2007 maakte de EBU bekend dat het Eurovisiesongfestival vanaf 2008 anders zou gaan verlopen. In plaats van één halve finale te houden, zoals dat sinds 2004 het geval was, zouden er in 2008 twee halve finales worden georganiseerd. De vier grootste geldschieters (Frankrijk, Duitsland, Spanje en het Verenigd Koninkrijk) blijven evenals het gastland wél altijd verzekerd van een plek in de grote finale. Ze moeten wel stemmen tijdens een van de twee halve finales, ook al nemen zij hier niet aan deel. De tweede halve finale kwam er omdat het aantal deelnemende landen op het songfestival de laatste jaren steeds verder was toegenomen, de halve finale te lang duurde en veel landen er niet meer in slaagden de finale te bereiken. Met de maatregel wou de EBU ook de zogenoemde 'vriendjespolitiek' op het songfestival aanpakken waardoor steeds dezelfde blokken landen de finale bereikten. Het publiek mag in iedere halve finale 9 liedjes kiezen die doorgaan naar de finale.
Het tiende liedje van elke halve finale was het hoogst scorende lied bij de jury's dat niet door de televoters gekozen werd. In de eerste halve finale was dit het nummer van Polen dat bij de televoters ook tiende geëindigd was. In de tweede halve finale werd de nummer 10, Macedonië, wel gepasseerd ten voordele van Zweden dat twaalfde geëindigd was.

## Puntentelling

### Halve finales
De punten in de halve finales werden tijdens de uitzendingen niet bekendgemaakt. Zodoende kon de einduitslag niet beïnvloed worden. De presentatoren haalden uit tien enveloppen de namen van de landen die doorgingen naar de finale.

### Finale

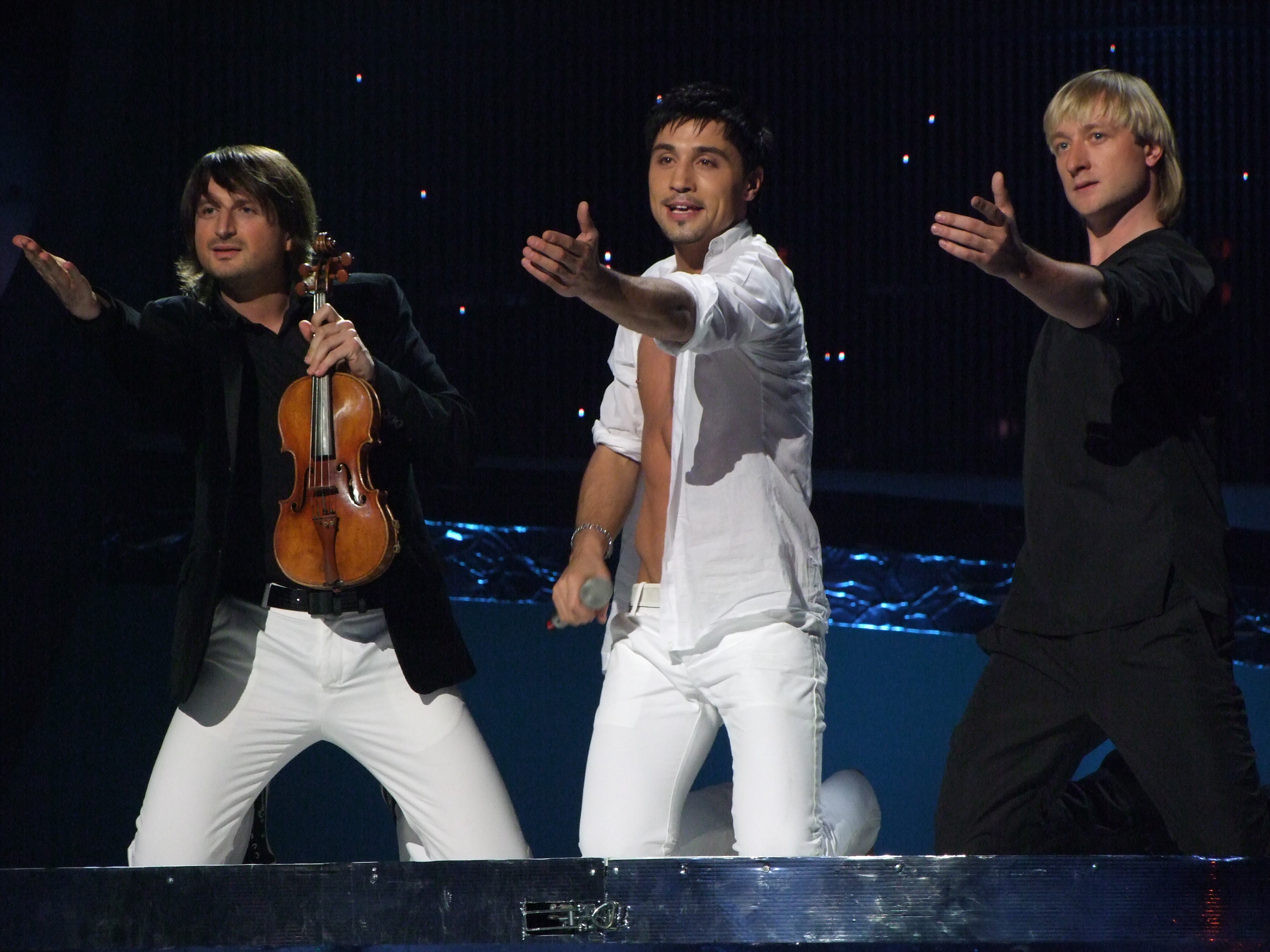
Dima Bilan zorgde voor de eerste Russische overwinning in de geschiedenis.

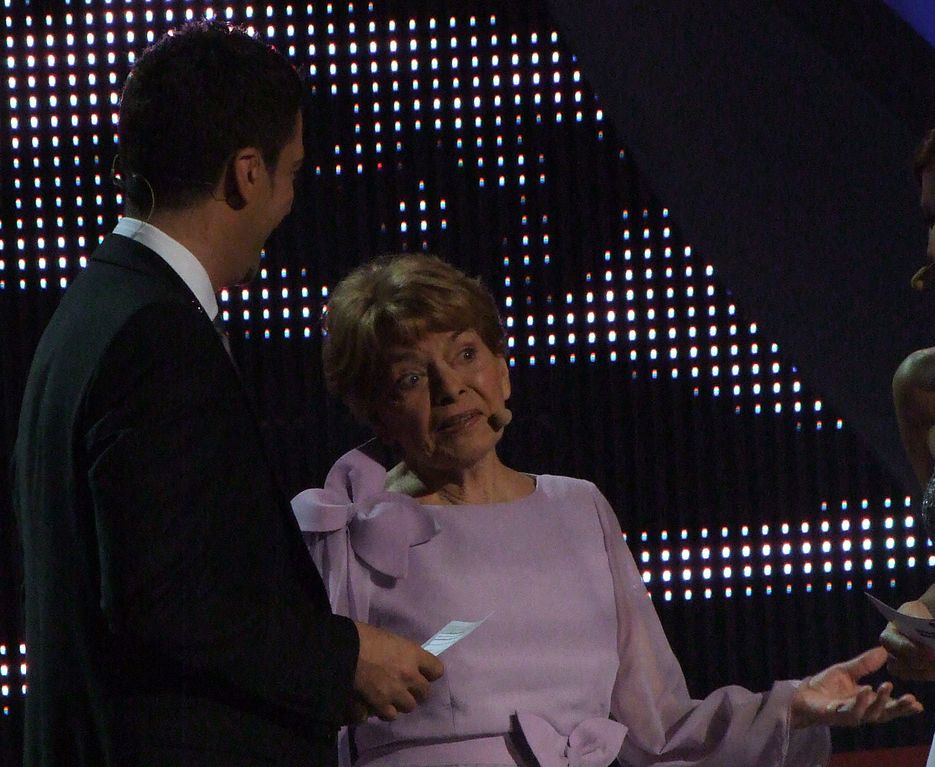
Lys Assia, winnaar van het allereerste festival in 1956, was de special guest.

Voor de puntentelling in de finale werd een videopresentatie als scorebord gebruikt. Het oproepen van de landen ging via beeldverbinding. Alle landen, ook degene die in de halve finale achterbleven, mochten punten geven en dit in een volgorde die bij loting werd bepaald. De lagere punten verschenen zonder toelichting op het scherm. Enkel de 8, 10 en 12 werden door de vertegenwoordigers van elk land voorgelezen. In het scorebord werd de stand tussen de landen meteen na het punten geven gewijzigd waardoor het land dat aan de leiding stond, steeds links bovenaan stond en het laatste land rechts onderaan. Tijdens de puntentelling scheurde de top vier zich al snel af van de rest en vier landen van het einde bleek dat Rusland een onoverbrugbare voorsprong had opgebouwd.
De Rus Dima Bilan won zo bij zijn tweede deelname en bezorgde zijn land zijn eerste overwinning. De inzending van Rusland werd visueel onder meer ondersteund door een aangelegde schaatspiste waarop de Russische schaatser Jevgeni Pljoesjtsjenko actief was. Zo won de schaatser niet alleen de Olympische Spelen, de Europese en Wereldkampioenschappen, maar ook het Eurovisiesongfestival. De gedoodverfde favoriet, Oekraïne, werd tweede. Opvallend is dat er na de winnaar vijf vrouwelijke solo-artiesten volgden. De opvallende inzendingen uit Turkije (rock) en Bosnië-Herzegovina haalden eveneens de top tien, net als het debuutnummer van Azerbeidzjan. Het Portugese en Deense nummer, die in de halve finale nog tweede en derde werden, eindigden in de middenmoot.

## Finale
| Plaats | Land                  | Taal                  | Artiest                           | Lied                   | Punten |
| ------ | --------------------- | --------------------- | --------------------------------- | ---------------------- | ------ |
| 1      | Rusland               | Engels                | Dima Bilan                        | Believe                | 272    |
| 2      | Oekraïne              | Engels                | Ani Lorak                         | Shady lady             | 230    |
| 3      | Griekenland           | Engels                | Kalomira                          | Secret combination     | 218    |
| 4      | Armenië               | Engels en Armeens     | Sirusho                           | Qele qele              | 199    |
| 5      | Noorwegen             | Engels                | Maria Haukaas Storeng             | Hold on be strong      | 182    |
| 6      | Servië                | Servisch              | Jelena Tomašević feat. Bora Dugić | Oro                    | 160    |
| 7      | Turkije               | Turks                 | Mor ve Ötesi                      | Deli                   | 138    |
| 8      | Azerbeidzjan          | Engels                | Elnur & Samir                     | Day after day          | 132    |
| 9      | Israël                | Engels en Hebreeuws   | Bo'az Ma'uda                      | The fire in your eyes  | 124    |
| 10     | Bosnië en Herzegovina | Bosnisch              | Laka                              | Pokušaj                | 110    |
| 11     | Georgië               | Engels                | Diana Goertskaja                  | Peace will come        | 83     |
| 12     | Letland               | Engels                | Pirates of the Sea                | Wolves of the sea      | 83     |
| 13     | Portugal              | Portugees             | Vânia Fernandes                   | Senhora do mar         | 69     |
| 14     | IJsland               | Engels                | Euroband                          | This is my life        | 64     |
| 15     | Denemarken            | Engels                | Simon Mathew                      | All night long         | 60     |
| 16     | Spanje                | Spaans en Engels      | Rodolfo Chikilicuatre             | Baila el chiki-chiki   | 55     |
| 17     | Albanië               | Albanees              | Olta Boka                         | Zemrën e lamë peng     | 55     |
| 18     | Zweden                | Engels                | Charlotte Perrelli                | Hero                   | 47     |
| 19     | Frankrijk             | Frans en Engels       | Sébastien Tellier                 | Divine                 | 47     |
| 20     | Roemenië              | Roemeens en Italiaans | Nico & Vlad Miriță                | Pe-o margine de lume   | 45     |
| 21     | Kroatië               | Kroatisch             | Kraljevi Ulice & 75 Cents         | Romanca                | 44     |
| 22     | Finland               | Fins                  | Teräsbetoni                       | Missä miehet ratsastaa | 35     |
| 23     | Duitsland             | Engels                | No Angels                         | Disappear              | 14     |
| 24     | Polen                 | Engels                | Isis Gee                          | For life               | 14     |
| 25     | Verenigd Koninkrijk   | Engels                | Andy Abraham                      | Even if                | 14     |

## Eerste halve finale

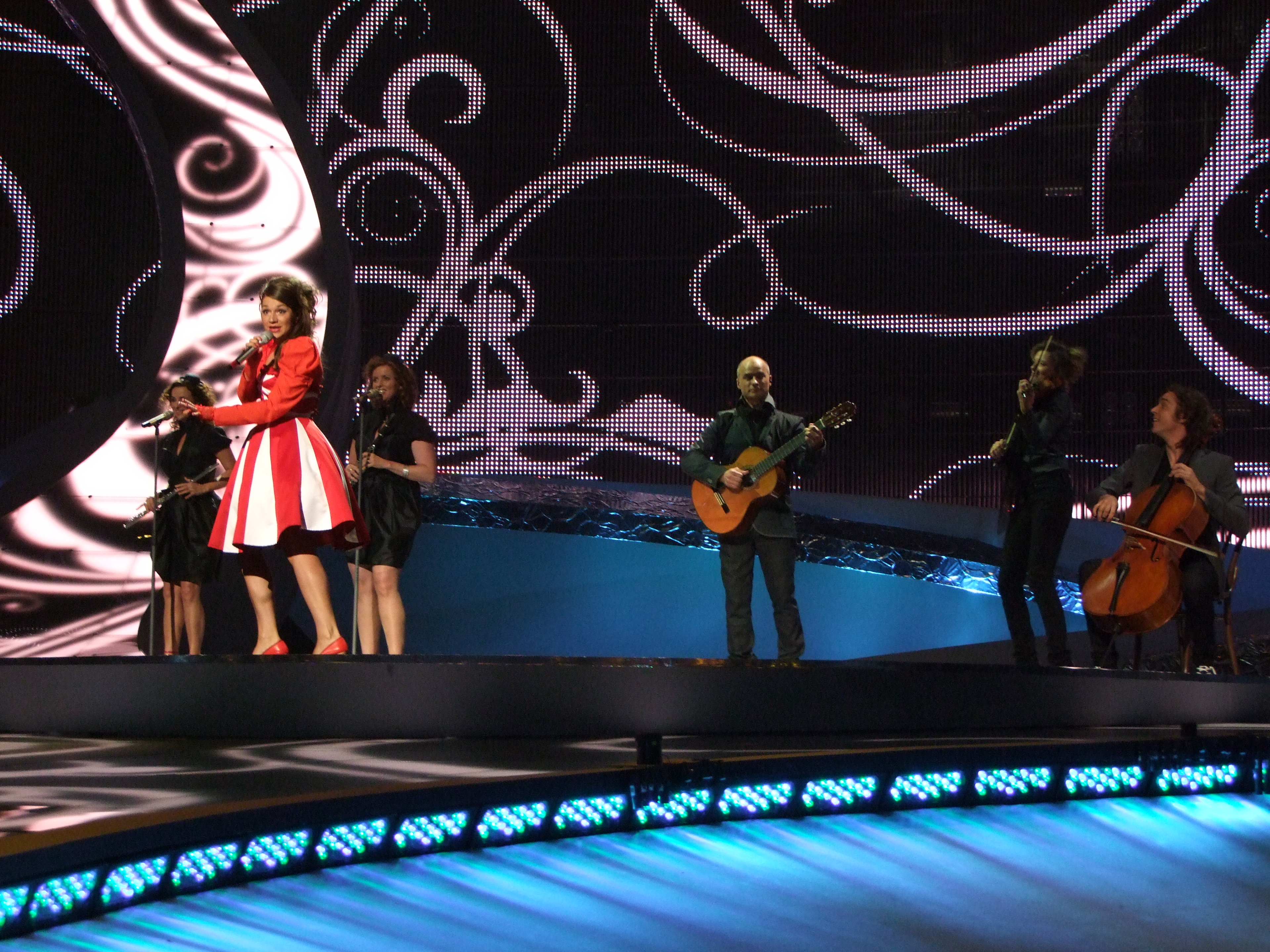
België, vertegenwoordigd door Ishtar, wist de finale niet te bereiken.

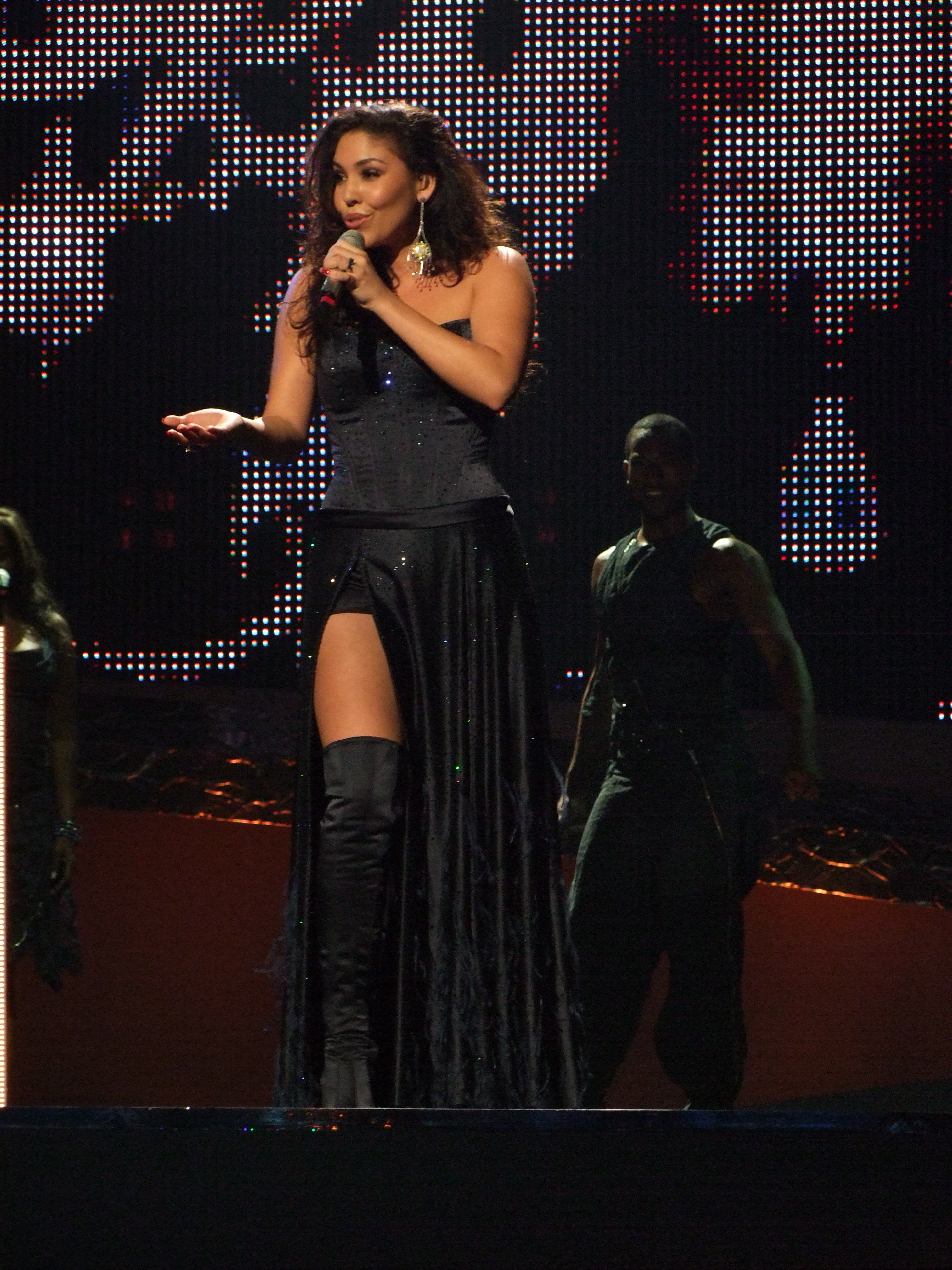
Nederland haalde met zangeres Hind de finale niet.

Duitsland en Spanje stemden ook in deze halve finale middels televoting.
| Plaats | Land                  | Taal                    | Artiest               | Lied                     | Punten |
| ------ | --------------------- | ----------------------- | --------------------- | ------------------------ | ------ |
| 1      | Griekenland           | Engels                  | Kalomira              | Secret combination       | 156    |
| 2      | Armenië               | Armeens en Engels       | Sirusho               | Qele qele                | 139    |
| 3      | Rusland               | Engels                  | Dima Bilan            | Believe                  | 135    |
| 4      | Noorwegen             | Engels                  | Maria Haukaas Storeng | Hold on be strong        | 106    |
| 5      | Israël                | Hebreeuws en Engels     | Bo'az Ma'uda          | The fire in your eyes    | 104    |
| 6      | Azerbeidzjan          | Engels                  | Elnur & Samir         | Day after day            | 96     |
| 7      | Roemenië              | Roemeens en Italiaans   | Nico & Vlad Miriță    | Pe o margine de lume     | 94     |
| 8      | Finland               | Fins                    | Teräsbetoni           | Missä miehet ratsastaa   | 79     |
| 9      | Bosnië en Herzegovina | Bosnisch                | Laka                  | Pokušaj                  | 72     |
| 10     | Polen                 | Engels                  | Isis Gee              | For life                 | 42     |
| 11     | Slovenië              | Sloveens en Engels      | Rebeka Dremelj        | Vrag naj vzame           | 36     |
| 12     | Moldavië              | Engels                  | Geta Burlacu          | A century of love        | 36     |
| 13     | Nederland             | Engels                  | Hind                  | Your heart belongs to me | 27     |
| 14     | Montenegro            | Montenegrijns           | Stefan Filipović      | Zauvijek volim te        | 23     |
| 15     | Ierland               | Engels                  | Dustin the turkey     | Irelande douze pointe    | 22     |
| 16     | Andorra               | Engels en Catalaans     | Gisela                | Casanova                 | 22     |
| 17     | België                | Verzonnen               | Ishtar                | O julissi                | 16     |
| 18     | Estland               | Servisch, Duits en Fins | Kreisiraadio          | Leto svet                | 8      |
| 19     | San Marino            | Italiaans               | Miodio                | Complice                 | 5      |

## Tweede halve finale

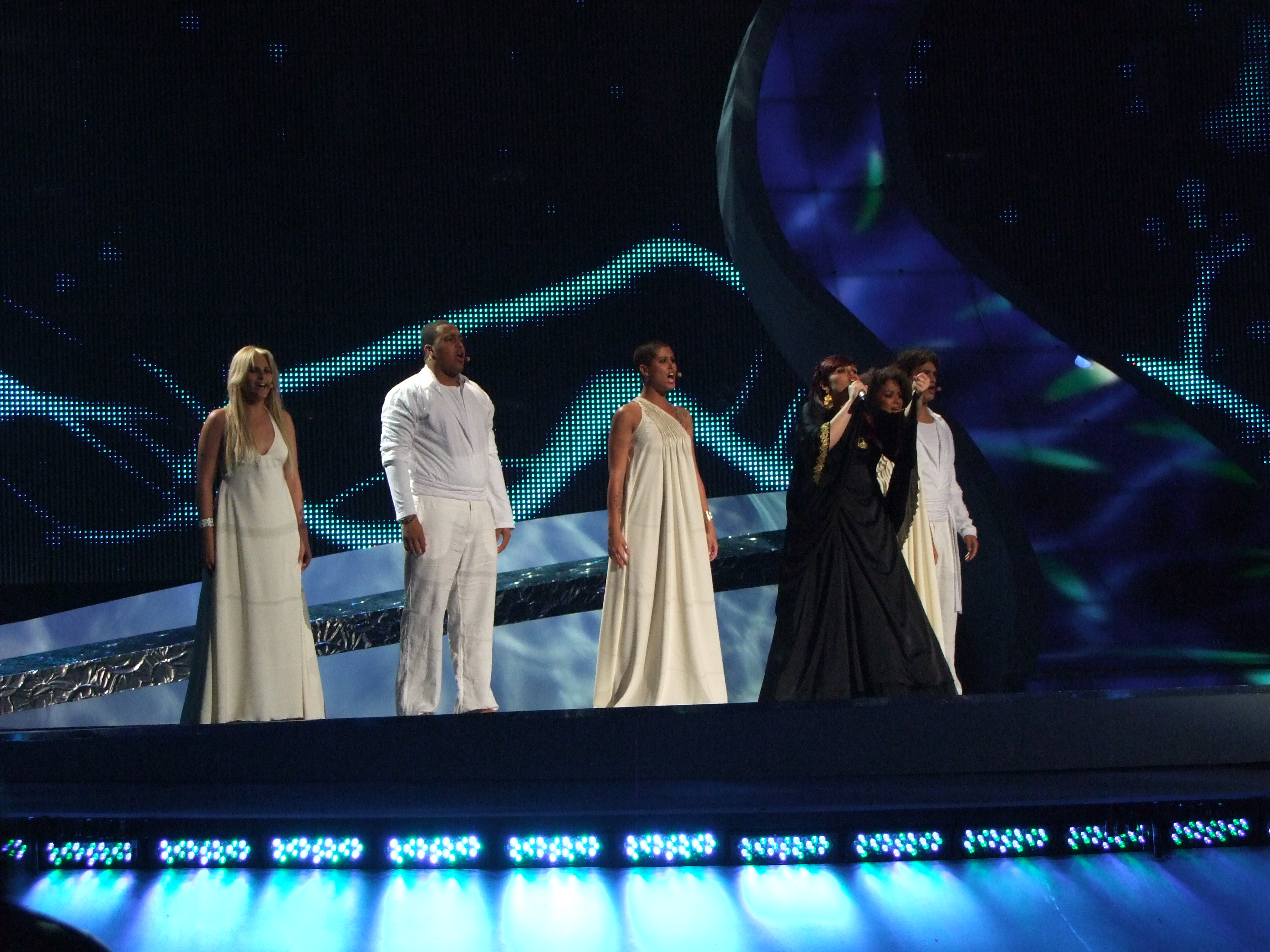
Vânia Fernandes zorgde voor de eerste Portugese finaleplek sinds de introductie van de halve finale.

Frankrijk, Servië en het Verenigd Koninkrijk stemden ook in deze halve finale middels televoting.
| Plaats | Land        | Taal      | Artiest                      | Lied                | Punten |
| ------ | ----------- | --------- | ---------------------------- | ------------------- | ------ |
| 1      | Oekraïne    | Engels    | Ani Lorak                    | Shady lady          | 152    |
| 2      | Portugal    | Portugees | Vânia Fernandes              | Senhora do mar      | 120    |
| 3      | Denemarken  | Engels    | Simon Mathew                 | All night long      | 112    |
| 4      | Kroatië     | Kroatisch | Kraljevi Ulice & 75 Cents    | Romanca             | 112    |
| 5      | Georgië     | Engels    | Diana Gurtskaya              | Peace will come     | 107    |
| 6      | Letland     | Engels    | Pirates of the Sea           | Wolves of the sea   | 86     |
| 7      | Turkije     | Turks     | Mor ve Ötesi                 | Deli                | 85     |
| 8      | IJsland     | Engels    | Euroband                     | This is my life     | 68     |
| 9      | Albanië     | Albanees  | Olta Boka                    | Zemrën e lamë peng  | 67     |
| 10     | Macedonië   | Engels    | Tamara, Vrčak & Adrian Gaxha | Let me love you     | 65     |
| 11     | Bulgarije   | Engels    | Deep Zone & Balthazar        | DJ, take me away    | 56     |
| 12     | Zweden      | Engels    | Charlotte Perrelli           | Hero                | 54     |
| 13     | Zwitserland | Italiaans | Paolo Meneguzzi              | Era stupendo        | 45     |
| 14     | Malta       | Engels    | Morena                       | Vodka               | 38     |
| 15     | Cyprus      | Grieks    | Evdokia Kadi                 | Femme fatale        | 36     |
| 16     | Litouwen    | Engels    | Jeronimas Milius             | Nomads in the night | 30     |
| 17     | Wit-Rusland | Engels    | Roeslan Alechno              | Hasta la vista      | 27     |
| 18     | Tsjechië    | Engels    | Tereza Kerndlová             | Have some fun       | 9      |
| 19     | Hongarije   | Engels    | Csézy                        | Candlelight         | 6      |

## Terugkerende artiesten
| Land    | Artiest                                      | Plaats | Eerdere deelname                     | Plaats toen |
| ------- | -------------------------------------------- | ------ | ------------------------------------ | ----------- |
| Letland | Roberto Meloni (deel van Pirates of the Sea) | 12     | Letland 2007 (deel van Bonaparti.lv) | 16          |
| Rusland | Dima Bilan                                   | 1      | Rusland 2006                         | 2           |
| Zweden  | Charlotte Perrelli                           | 18     | Zweden 1999                          | 1           |

Presentator Željko Joksimović had als artiest deelgenomen voor Servië en Montenegro in 2004 en werd toen tweede. In 2012 zou hij opnieuw deelnemen, ditmaal voor Servië. Hij was ook de componist van het nummer waarmee Bosnië en Herzegovina in 2006 derde werd en van de Servische inzending tijdens het festival van 2008. Het was voor het eerst dat een componist presenteerde op een festival waarbij zijn nummer gebracht werd.

## Wijzigingen

### Debuterende landen

Deelnemende landen
Landen die in het verleden deelgenomen hebben
Landen uitgeschakeld in de halve finale

- Azerbeidzjan: het land kon pas deelnemen toen de publieke omroep APT in juli 2007 lid werd van de EBU. Een eerdere poging van de omroep AzTV werd afgewezen omdat bleek dat die omroep niet onafhankelijk genoeg van de regering was. Azerbeidzjan was de derde en laatste Kaukasische republiek die aan het festival deelnam en de tiende voormalige staat uit de Sovjet-Unie. Het haalde bij zijn debuut de finale en werd achtste.
- San Marino: de deelname van de dwergstaat in navolging van onder meer Andorra en Monaco was afhankelijk van de goedkeuring van de hoofdaandeelhouder van de nationale omroep, zijnde de Italiaanse openbare omroep RAI. Aangezien Italië in deze periode afzag van deelname, hield het lange tijd het debuut van San Marino tegen. In 2008 werd uiteindelijk toch een akkoord getroffen, waardoor San Marino kon debuteren.

### Terugtrekkende landen
- Oostenrijk: na de slechte prestaties van de afgelopen jaren besloot de Oostenrijkse nationale omroep ORF niet langer deel te nemen, mede om de vriendjespolitiek van de Oostbloklanden aan te kaarten.